# Nivard František Krákora
Nivard František Krákora (15. července 1902 Jirkov – 25. března 1975 Horní Litvínov) byl český římskokatolický duchovní, osecký cisterciák, agent StB.

## Život
Narodil se jako František Krákora v létě roku 1902, v mládí vstoupil do kláštera v Oseku, kde přijal řeholní jméno Nivard (podle bratra sv. Bernarda z Clairvaux, blahoslaveného Nivarda). 

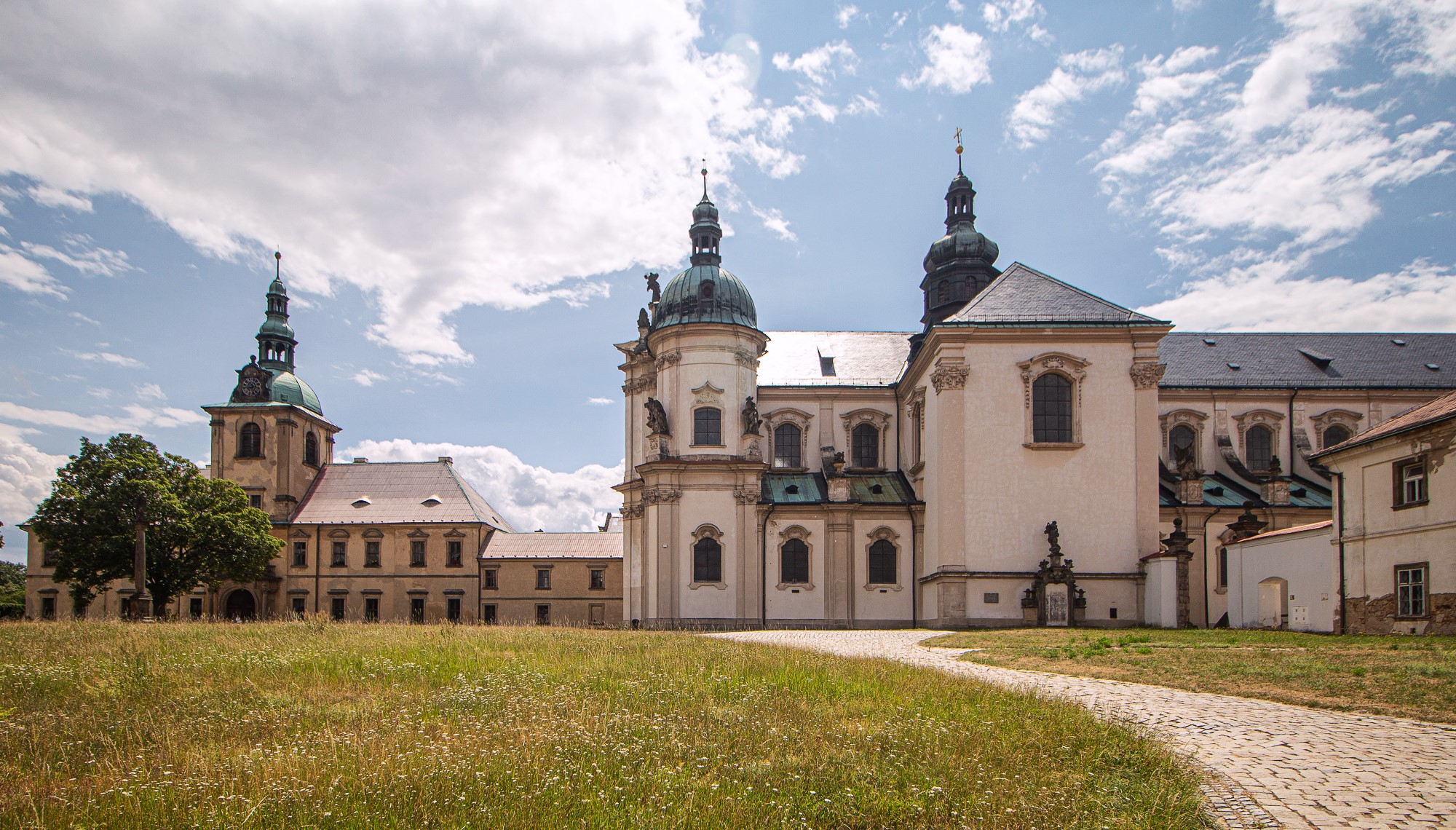
Cisterciácký klášter v Oseku

Po teologických studiích byl 1. července 1928 v Litoměřicích vysvěcen na kněze. Nejpozději od roku 1945 působil jako administrátor farnosti v Mariánských Radčicích, nedaleko Oseka. V roce 1946 byli němečtí osečtí cisterciáci odsunuti do Německa, a na Osecku zůstal pouze P. Krákora s formálním klášterním převorem, P. Kapicem. V roce 1956 odešel P. Kapic do důchodu a odstěhoval se k příbuzným do západních Čech. P. Krákora zůstal ve farnosti v Radčicích až do smrti. Od 50. let letech byl okrskovým vikářem teplického vikariátu. Zemřel 25. března 1975, a je pohřben na mariánskoradčickém hřbitově.
Po Krákorově smrti radčická farnost postupně téměř vymřela a byla administrována z farností v okolí. Konání bohoslužeb obnovil až v 90. letech 20. století osecký opat Bernhard Thebes. V roce 2003 pak byl v Radčicích opět ustanoven sídelní duchovní správce.